# Eumannia oxygonaria
Eumannia oxygonaria là một loài bướm đêm trong họ Geometridae.